# 1114 en santé et médecine
| Années de la santé et de la médecine : 1111 - 1112 - 1113 - 1114 - 1115 - 1116 - 1117    |
| Décennies de la santé et de la médecine : 1080 - 1090 - 1100 - 1110 - 1120 - 1130 - 1140 |

## Fondations
- Arnaud Ier d'Araux, évêque d'Oloron, fonde en Béarn, sur le chemin de Compostelle, un hôpital de pèlerins dont il remet la charge aux  frères de Saint-Jean de Jérusalem et qui donnera son nom à l'actuelle commune de L'Hôpital-d'Orion[1],[2].
- Gaston IV, vicomte de Béarn, crée un hôpital de pèlerins  à Mifaget, sur la route de Compostelle par le Somport[3].
- Sous le nom de « maison des pauvres Saint-Étienne », première mention officielle de l'asile épiscopal qui est à l'origine de l'hôtel-Dieu de Châlons-sur-Marne[4].
- En Chine, sous l'administration de Cai Jing, création de nombreuses nouvelles pharmacies impériales[5].
- Vers 1114 : Hildeburge de Gallardon, veuve de Robert Bréval, dit Robert II d'Ivry, comte de Mellenton, fonde un hospice pour les pauvres à Pontoise[6].

## Divers
- Premier emploi, en Touraine, à propos d'un certain Guillaume, médecin à l'abbaye de Noyers, du mot « docteur » (doctor) pour désigner un médecin, terme jusqu'alors réservé au « maître » (magister), c'est-à-dire au « professeur[7] ».
- Selon son épitaphe, un certain Goschon, seigneur breton enterré au prieuré de Béré, serait mort à Montpellier malgré les soins qu'il était venu y chercher[8].
- Pierre de l'Étoile, fondateur de l'abbaye de Fontgombault, meurt du mal des ardents[9].

## Publication
- 1113-1114 : en collaboration avec Rustico Pisano, Giovanni Afflacio (scn), élève de Constantin l'Africain, achève le livre de son maître sur la chirurgie[10],[11].

## Personnalités
- c.1044-1045 – c.1113-1114 : fl. Ibn Atharudi, médecin irakien, auteur d'un Sharh mushkil Da'wat al-atibba, commentaire du « Banquet des médecins » d'Ibn Butlan[12].
- 1080-1114 : fl. Guillaume, médecin à l'abbaye de Marmoutier puis à celle de Noyers, élève de Raoul Leclerc (fl. c.1030 – 1068[7]).
- 1114-1115 : selon le Liber Maiolichinus (ca), trois frères médecins, fils d'un certain Bono, sans doute lui-même médecin, servent chez les  Pisans pendant la guerre menée par une coalition chrétienne contre le taïfa de Majorque[13].
- c.1114-1133 : fl. Guillaume, médecin de l'abbaye  Saint-Serge d'Angers[14].

## Naissance
- Vers 1114 : Gérard de Crémone (mort vers 1187[15]), écrivain italien, traducteur de l'arabe en latin de divers ouvrages de médecine parmi lesquels il faut compter le Traité pour Mansour[16] de Rhazès, l'Al-Tasrif d'Aboulcassis et le Canon d'Avicenne[17].

## Décès
- Vassili le Guérisseur (né à une date inconnue), guide des bogomiles, brûlé à Constantinople[18].